# Saade Vol. 1
Albums de Eric Saade
Masquerade
(2011) Saade Vol. 2
(2011)
Singles
1. Popular
2. Hearts in the Air

Saade Vol. 1 est le deuxième album studio du chanteur suédois Eric Saade, sorti le 29 juin 2011.

## Singles
- "Popular" fut le premier single extrait de l'album. C'est avec ce titre qu'Eric Saade remporta le Melodifestivalen 2011. Il représenta ensuite la Suède lors du concours Eurovision de la chanson 2011 avec celui-ci et termina à la troisième place lors de la finale avec un score total de 185 points. "Popular" est aussi arrivé jusqu'à la première place des charts suédois et fut certifié double disque de platine.
- "Hearts in the Air", titre en duo avec le rappeur J-Son, servit de deuxième single. Il atteignit la deuxième place des charts suédois.

## Version originale
| No  | Titre                          | Auteur                                                                                     | Durée |
| --- | ------------------------------ | ------------------------------------------------------------------------------------------ | ----- |
| 1.  | Timeless                       | Jason Gill, Robin Fredriksson, Mattias Larsson, Eric Saade                                 | 3:50  |
| 2.  | Hearts in the Air (avec J-Son) | Eric Saade, Jason Gill, Robin Fredriksson, Julimar Santos                                  | 3:58  |
| 3.  | Me and My Radio                | Mich "Cutfather" Hansen, Jason Gill, Daniel Davidsen, Engelina Larson, Brandon Beal, Remee | 3:56  |
| 4.  | Made of Pop                    | Jason Gill, Robin Fredriksson, Mattias Larsson, Eric Saade                                 | 3:25  |
| 5.  | Popular (Album Remix)          | Fredrik Kempe                                                                              | 3:08  |
| 6.  | Someone New                    | Jörgen Elofsson, Fredrik Thomander                                                         | 3:37  |
| 7.  | Killed By a Cop                | Jason Gill, Robin Fredriksson, Julimar Santos, Eric Saade                                  | 4:15  |
| 8.  | Big Love                       | Jörgen Elofsson, Fredrik Kempe, Fredrik Thomander                                          | 3:37  |
| 9.  | Stupid with You                | Jason Gill, Fredrik Kempe, Robin Fredriksson, Eric Saade                                   | 3:50  |
| 10. | Echo                           | Jason Gill, Robin Fredriksson, Mattias Larsson, Eric Saade                                 | 3:24  |
| 11. | Still Loving It                | Eric Saade, Anton Malmberg                                                                 | 3:45  |
| 12. | Popular                        | Fredrik Kempe                                                                              | 3:00  |

## Classements
| Classement (2011) | Meilleure position |
| ----------------- | ------------------ |
| Suède             | 1                  |
| Finlande          | 16                 |

## Historique des sorties
| Pays    | Date              | Format             | Label           |
| ------- | ----------------- | ------------------ | --------------- |
| Suède   | 29 juin 2011      | CD, Téléchargement | Roxy Recordings |
| Finland | 29 juin 2011      | CD, Téléchargement | Roxy Recordings |
| Norway  | 23 septembre 2011 | CD, Téléchargement | Roxy Recordings |
| France  | Inconnu           | CD, Téléchargement |                 |